# جایزه بزرگ آرژانتین ۱۹۵۴
جایزه بزرگ آرژانتین ۱۹۵۴ (انگلیسی: ‎1954 Argentine Grand Prix‎) یک مسابقهٔ موتوری در رشتهٔ اتومبیل‌رانی فرمول یک بود که در تاریخ ۱۷ ژانویهٔ ۱۹۵۴ در پیست خوان و اسکار گالوز واقع در بوئنوس آیرس، آرژانتین برگزار شد. این گراند پری در میان ۹ گراند پری در فصل ۱۹۵۴، مسابقهٔ شمارهٔ ۱ بود.
در این مسابقه که در ۸۷ دور و به مسافت ۳۴۰٫۳۴۴ کیلومتر (۲۱۱٫۴۸۰ مایل) برگزار شد، پول پوزیشن توسط نینو فارینا کسب شد و سریع‌ترین زمان برای طی یک دور پیست که برابر با ۱:۴۸٫۲ بود نیز توسط خوزه فریلان گونزالز به ثبت رسید.
خوان مانوئل فانخیو از تیم مازراتی، نینو فارینا از تیم فراری و خوزه فریلان گونزالز از تیم فراری به‌ترتیب مقام‌های اول تا سوم مسابقه را کسب کردند.

## رده‌بندی قهرمانی پس از مسابقه
| رده‌بندی قهرمانی رانندگان \| جایگاه \| راننده \| امتیاز \| \| -------- \| ------------------- \| ------ \| \| ۱ \| خوان مانوئل فانخیو \| ۸ \| \| ۲ \| نینو فارینا \| ۶ \| \| ۳ \| خوزه فریلان گونزالز \| ۵ \| \| ۴ \| ماریس ترینتیگنانت \| ۳ \| \| ۵ \| الی بایول \| ۲ \| \| منبع:[۱] \| \| \| |                     |        |
| جایگاه | راننده              | امتیاز |
| ۱ | خوان مانوئل فانخیو  | ۸      |
| ۲ | نینو فارینا         | ۶      |
| ۳ | خوزه فریلان گونزالز | ۵      |
| ۴ | ماریس ترینتیگنانت   | ۳      |
| ۵ | الی بایول           | ۲      |
| منبع: |                     |        |

یادداشت
- تنها پنج جایگاه نخست از هر رده‌بندی نمایش داده شده‌است.